# Bruno Zumino
Bruno Zumino, italijanski fizik, *  28. april 1923, Rim, Italija, † 22. junij 2014, Berkeley, Kalifornija, ZDA.

## Življenje
Zumino je diplomiral na Univerzi v Rimu. Od 1951 do 1953 je bil raziskovalec na Univerzi v New Yorku. Od 1968 do 1981 je bil v CERN-u. Leta 1981 je postal profesor na Univerzi Kalifornije v Berkeleyju v ZDA.

## Delo
Zumino je znan po odkritju Wess-Zuminovega modela in Wess-Zumino-Wittenovega modela.

## Priznanja

### Nagrade
Prejel je naslednja priznanja in nagrade:
- Diracovo nagrado
- Heinemanovo nagrado za matematično fiziko
- medaljo Maxa Plancka
- Wignerjevo medaljo
- Humboldtovo nagrado
- spominsko zlato medaljo Giana Carla Wicka
- nagrado Enrica Fermija, ki jo podeljuje Italijansko fizikalno društvo